# Lithothamnion minervae
Lithothamnion minervae Basso, 1995  é o nome botânico  de uma espécie de algas vermelhas  pluricelulares do gênero Lithothamnion, subfamília Melobesioideae.
- São algas marinhas encontradas na Itália.

## Sinonímia
- Não apresenta sinônimos.